# Élie Neau
Pour les articles homonymes, voir Neau (homonymie).
Élie Neau, ou Elias Neau, né en 1662 à Moëze dans l'actuel département de la Charente-Maritime, et mort le 7 septembre 1722 à New York, est un huguenot français. 

## Biographie
Élie Neau naît vers 1662, à Moëze, en Saintonge, dans l'actuel département de la Charente-Maritime. Il se réfugie dans les Antilles en 1679, en lien avec les persécutions religieuses qui visent l'exercice du culte protestant et les interdictions professionnelles qui les atteignent. Après la révocation de l'édit de Nantes en 1685, il se réfugie à Boston, où il se marie avec Suzanne Paré, elle aussi réfugiée huguenote, et ils s'installent à New York en 1690, où il devient un marchand prospère. Il prend la nationalité britannique. En 1692, il est capturé par un corsaire français, près de la Jamaïque. Son appartenance protestante est découverte et comme il refuse d'abjurer, il est condamné à la peine de réclusion à perpétuité comme galérien puis emprisonné dans la citadelle du port de Marseille puis au château d'If
Il est libéré en 1698, grâce à l'intercession du roi Guillaume III, dont il est un sujet en tant que citoyen britannique. Il est conseiller presbytéral de l'église française de New York. En 1706, il obtient l’adoption d’un projet de loi à New York stipulant que les esclaves pouvaient recevoir une instruction religieuse,.

## Hommages
L'Église épiscopale des États-Unis commémore son souvenir de témoin de la foi, le 7 septembre.

## Publications
- An Account of the sufferins of the French Protestants, slaves on board the French kings galleys, Londres, 1699
- J. Morin :
  - Histoire abrégée des souffrances du sieur Elie Neau sur les galères et dans les cachots de Marseille, Rotterdam, impr. Abraham Acher, 1701, [lire en ligne]
  - A Short Account of the life and sufferings of Elias Neau: upon the gallies, and in the dungeons of Marseilles; for the constant profession of the Protestant religion, Londres, impr. John Lewis, 1749.